# Riyad (province)
Pour la ville, voir Riyad.

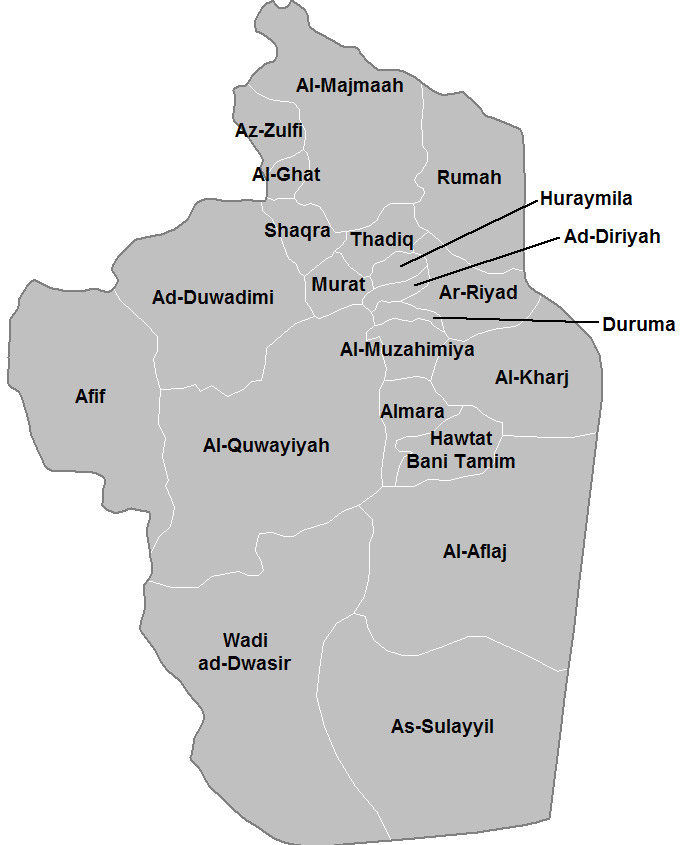
Gouvernorats de la province de Riyad

La province de Riyad est une région administrative d'Arabie saoudite, dont la capitale est la ville de Riyad.

## Géographie
Située au centre du pays, elle est, avec 404 240 km2, la seconde province par la superficie derrière la province de l'Est.
Elle est à l'origine constituée de steppes, de déserts et d'oasis.

## Subdivisions
Outre la municipalité de Riyad, la province comprend 19 gouvernorats (muhafazat) et un sous-gouvernorat :
- nord 
  - al-Majma'ah, nord, 30 000 km2, 100 000 habitants environ,
  - Rumah, nord-est,
- nord-ouest
  - al-Ghat, nord-ouest,
  - al-Zilfi, nord-ouest,
  - Thadig, nord-ouest, 60 000 hab.,
  - Shagra, nord-ouest, 40 000 hab.,
- ouest
  - 'Afif, ouest, environ 100 000 hab.,
  - al-Duwadmi, plein ouest, env. 300 000 hab.,
- centre
  - Dariya, centre,
  - Dhruma, centre,
  - Huraymla, centre
  - al-Hareeg, centre, 6 000 hab.,
- sud
  - al-Kharj, sud-est, environ 700 000 habitants, Dilam, Yamamah,
  - al-Muzahmiyyah, sud, environ 25 000 hab.,
  - Hotat Bani Tamim, sud, environ 60 000 hab.,
  - al-Gway'iyyah, sud-ouest, env. 60 000 hab.,
  - al-Aflaj, sud-est,
  - al-Sulayyil, sud-est,
  - Wadi ad-Dawasir, sud-ouest, env. 100 000 habitants.

Le sous-gouvernorat (markaz) concerne Marat, directement rattachée à la municipalité de Riyad.

## Autres villes
Les autres villes importantes de la province sont :
- Ushaiger
- Thadiq
- Al-Majma'ah
- Diriyah
- Layla
- As Sulayyil
- Afif
- Al Hawtat Saudayr
- Buraydah
- Al Khardj

## Administration

### Gouverneurs
Un gouverneur, ou émir, dirige la province. Il s'agit généralement d'un membre influent de la famille royale, comme les princes Sultan et Nayef, devenus tour à tour prince héritier, ou encore Salmane, qui l'a dirigée pendant 38 ans, avant de devenir prince héritier, puis roi en 2015.
| Nom                                          | Dates                             |
| -------------------------------------------- | --------------------------------- |
| Mohammed ben Saad ben Zaïd                   | 1929-1936                         |
| Prince Nasser ben Abdulaziz Al Saoud         | 1937 - 1947                       |
| Prince Sultan ben Abdelaziz Al Saoud         | 1947 – 1952                       |
| Prince Nayef ben Abdelaziz Al Saoud          | 1953 – 1955                       |
| Prince Salmane ben Abdelaziz Al Saoud        | 1955 – 1960                       |
| Prince Fawaz ben Abdelaziz Al Saoud          | 1961 – 1963                       |
| Prince Badr ben Saoud ben Abdulaziz Al Saoud | 20 janvier - 5 février 1963       |
| Prince Salmane ben Abdelaziz Al Saoud        | 5 février 1963 - 5 novembre 2011  |
| Prince Soutam ben Abdelaziz Al Saoud         | 5 novembre 2011 - 12 février 2013 |
| Prince Khaled ben Bandar Al Saoud            | 14 février 2013 - 14 mai 2014     |
| Prince Turki ben Abdullah Al Saoud           | 14 mai 2014 - 29 janvier 2015     |
| Prince Fayçal ben Bandar Al Saoud            | Depuis le 29 janvier 2015         |